# Cumann na mBan
Le Cumann na mBan (prononciation en irlandais : [ˈkʊmˠən̪ˠ n̪ˠə mˠan̪ˠ]) abrégé C na mB, littéralement "Le Conseil des femmes", mais généralement appelé "The Irishwomen's Council" en anglais (Le conseil des femmes irlandaises), est une organisation paramilitaire féminine du républicanisme irlandais formée à Dublin le 2 avril 1914, qui est devenue en 1916, une organisation auxiliaire des Irish Volunteers. Bien qu'il s'agisse par ailleurs d'une organisation indépendante, son exécutif était subordonné à celui des Volontaires. La période durant laquelle le Cumann na mBan a eu le plus d'influence est celle de la « période révolutionnaire » (1916-1922) durant laquelle elle participe à l'insurrection de Pâques, à la guerre d'indépendance puis à la guerre civile. L'organisation a ensuite perdu de son importance. Elle a cependant maintenu une activité permanente et a participé à la vie politique irlandaise jusqu'à aujourd'hui.

## Fondation
En 1913, un certain nombre de femmes ont décidé de tenir une réunion à l'hôtel Wynn de Dublin (en), afin de discuter de la création d'une organisation de femmes qui travaillerait en collaboration avec les Irish Volunteers récemment formés. Le 2 avril 1914, une réunion présidée par Agnes O'Farrelly (en) marque la fondation du Cumann na mBan. Lors de cette fondation, un certain nombre de militantes des Inghinidhe na hÉireann (Les Filles d'Irlande) rejoignent le Cumann na mBan. Des sections sont formées dans tout le pays, qui s'engagent à respecter la Constitution de l'organisation, elles sont dirigées par le Comité provisoire. La première de ces sections s'appelait Ard Chraobh, qui tenait ses réunions dans la rue Brunswick avant et après l'insurrection de Pâques 1916.
La constitution du Cumann na mBan contenait des références explicites à l'usage de la force armée si nécessaire. À l'époque, le troisième Home Rule, était vivement débattu et aurait dû être appliqué en Irlande du Nord, suscitant la crise du Home Rule. La fondation des Volunteers et du Cumann na mBan répondait ainsi à la fondation de milices loyalistes dans le Nord menaçant de faire eux-mêmes usage de la force. Les objectifs principaux de l'organisation, tels qu'énoncés dans sa constitution, étaient de « faire avancer la cause de la liberté irlandaise et d'organiser les Irlandaises dans la poursuite de cet objectif », « d'aider à armer et à équiper un corps d'hommes irlandais pour la défense de l'Irlande » et de « constituer un fonds à ces fins, appelé Fonds de défense de l'Irlande ».
En plus de leurs participations locales aux associations ou organisations nationalistes, les membres de Cumann na mBan étaient censées soutenir le Fonds de défense de l'Irlande, par souscription ou autrement. Ses recrues venaient d'horizons divers, principalement des cols blancs et des femmes professionnelles, mais avec une proportion importante également de la classe ouvrière, notamment les militantes qui avaient milité à Inghinidhe na hÉireann. En septembre 1914, les Volunteers se divisent sur l'appel de John Redmond pour que ses membres s'enrôlent dans l'armée britannique. La majorité des militantes du Cumann na mBan ont soutenu le groupe de 10 000 à 14 000 volontaires qui rejettent cet appel et qui ont conservé le nom d'origine, les Irish Volunteers,. Quelques branches de Cumann na mBan s'affilient cependant aux National Volunteers de Redmond, directement ou en rejoignant des associations "redmondites" de courte durée comme la Volunteer Aid Association, ou le Women's National Council formé par Bridget Dudley Edwards en 1915.

## Insurrection de Pâques 1916
Le 23 avril 1916, lorsque le Conseil militaire de l'Irish republican brotherhood finalise les préparatifs du soulèvement de Pâques, il intègre le Cumann na mBan, avec les Volontaires irlandais et l'Irish Citizen Army (ICA), dans l'« Armée de la République irlandaise ». Patrick Pearse est nommé commandant général de cette armée et James Connolly commandant général de la division de Dublin.
Le jour du soulèvement, des membres de Cumann na mBan, dont Winifred Carney (en), armée d'un revolver Webley et d'une machine à écrire, ont participé à la prise et à l'occupation de la Poste centrale de Dublin sur O'Connell Street, avec leurs homologues masculins. À la tombée de la nuit, des femmes insurgées étaient présentes dans tous les bastions rebelles de la ville, à l'exception de Boland's Mill et de la South Dublin Union tenus respectivement par Éamon de Valera et Éamonn Ceannt.
La majorité des femmes travaillaient comme employées de la Croix-Rouge, messagères ou fournissaient des rations aux volontaires masculins. Elles recueillaient également des renseignements sur les expéditions de reconnaissance, transféraient des armes à travers la ville, des dépôts républicains jusqu'aux positions des insurgés.
Des membres de Cumann na mBan étaient également membres de l'Irish Citizen Army et ont participé à ce titre comme combattantes du soulèvement. Constance Markievicz aurait abattu et tué un policier à St Stephen's Green pendant la phase d'ouverture des hostilités,,. Elle a mené des attaques de tireurs d'élite sur les troupes britanniques et avec Mary Hyland et Lily Kempson, faisait partie d'une petite force sous le commandement de Frank Robbins qui a occupé le Collège des chirurgiens, en face du St Stephen's Green, mais qui n'a pas pu récupérer les fusils que l'on y croyait détenus par le Corps de formation des officiers du collège. Helena Molony faisait partie de la compagnie de la Citizen Army qui a attaqué le château de Dublin et a ensuite occupé l'hôtel de ville de Dublin adjacent, où elle et d'autres femmes ont participé à la fusillade en tirant des coups de feu.
Aux Four Courts, les militantes de Cumann na mBan ont aidé à organiser l'évacuation des bâtiments lors de la reddition et à détruire les papiers incriminant. À la poste centrale (General Post Office, GPO), Pearse a insisté pour que la plupart d'entre elles partent à midi le 28 avril, sans être entendu par Winifred Carney qui refusait de quitter James Connolly blessé. Le bâtiment subissait alors des tirs d'obus et de mitrailleuses et de nombreuses victimes étaient prévues. Le lendemain, les dirigeants présent au GPO ont décidé de négocier la reddition. Pearse a demandé à Elizabeth O'Farrell (en), sage-femme au National Maternity Hospital et membre de Cumann na mBan, d'agir en tant qu'intermédiaire. Sous la supervision militaire britannique, elle apporta l'ordre de reddition de Patrick Pearse aux unités rebelles qui combattaient toujours à travers Dublin. Plus de 70 femmes, dont de nombreuses personnalités de Cumann na mBan, ont été arrêtées après l'insurrection, et de nombreuses femmes qui avaient été capturées au combat ont été emprisonnées à Kilmainham ; toutes sauf douze avaient été libérées le 8 mai 1916.

## Après 1916

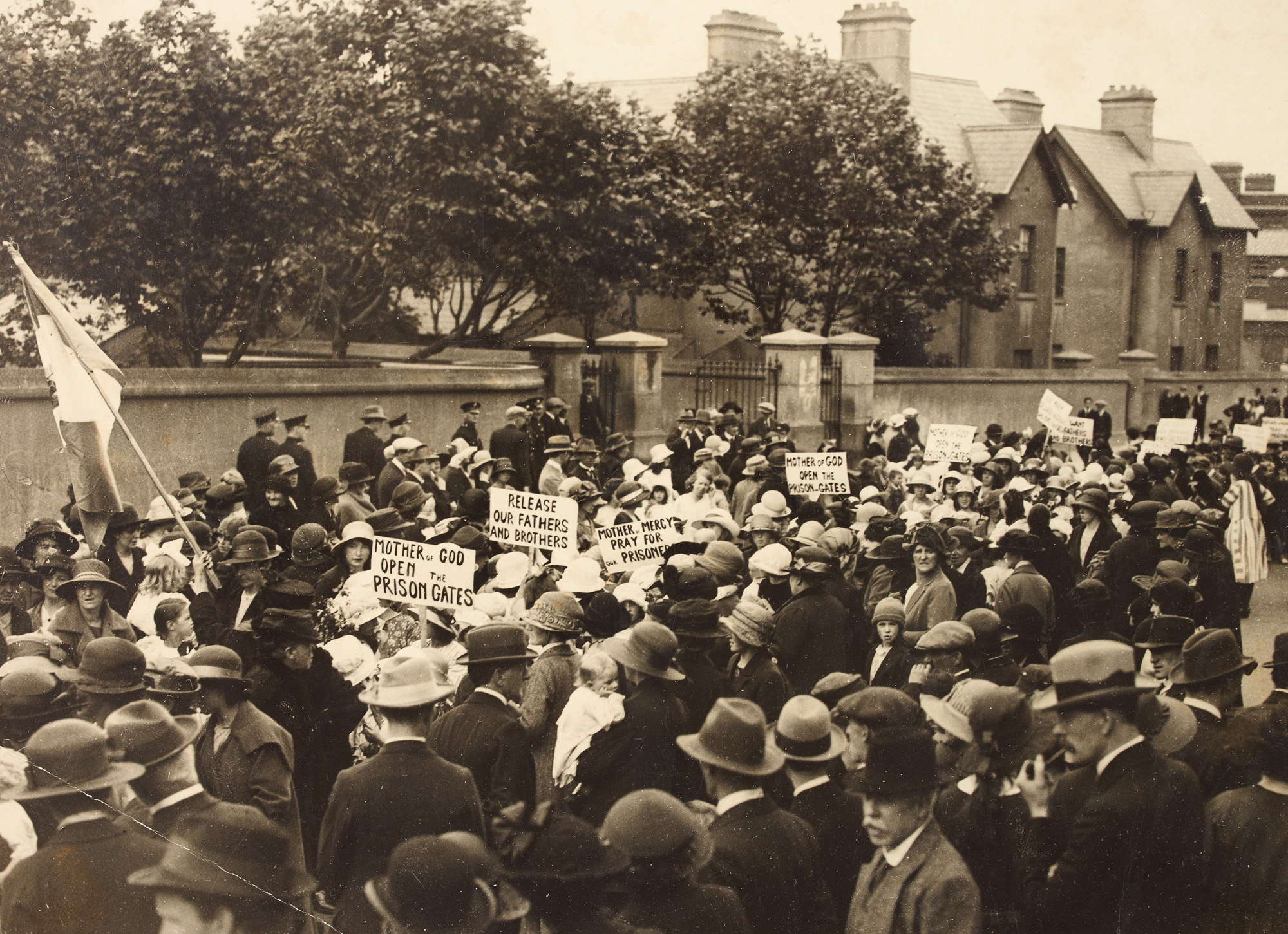
Manifestation du Cumann na mBan devant la prison de Mountjoy, 23 juillet 1921.

Redynamisé après le soulèvement de Pâques, le Cumann na mBan dirigé par la comtesse Markievicz a joué un rôle de premier plan. Les militantes participent ainsi à la popularisation de la mémoire des dirigeants de 1916, à l'organisation d'organismes de secours aux prisonniers. Plus tard, le Cumann na mBan contribue au mouvement d'opposition à la conscription militaire, qui culmine en avril 1918 lorsqu'elle devient obligatoire, et dans la mobilisation pour le Sinn Féin lors de l'élection générale de 1918, lors de laquelle Constance Markievicz est élue Teachta Dála. Emprisonnée à l'époque, elle devint ministre du Travail de la république d'Irlande de 1919 à 1922. Pendant la guerre d'indépendance, les membres de Cumann na mBan étaient actives. Elles ont caché des armes et fourni des abris pour les volontaires, aidé à diriger les tribunaux du Dáil et les autorités locales, et participé à la production du Irish Bulletin, journal officiel de la république d'Irlande. Aux élections irlandaises de mai 1921, Markievicz fut rejoint par les membres de Cumann na mBan Mary MacSwiney, Ada English (en) et Kathleen Clarke tant que Teachtaí Dála.
Le 7 janvier 1922, le traité anglo-irlandais est approuvé par le deuxième Dáil par un vote serré de 64 voix contre 57, ouvrant la voie à sa contestation par les républicains intransigeant. Le 5 février, une convention de Cumann na mBan est organisée pour en discuter, 419 membres votent contre le traité, 63 en soutien au traité. Durant la guerre civile (1922-1923) qui a suivi, les membres de Cumann na mBan ont soutenues dans une large majorité les forces républicaines anti-traité et l'Armée républicaine irlandaise face à l'Armée nationale. Plus de 400 de ses militantes ont été emprisonnées par les forces du gouvernement provisoire qui est devenu en décembre 1922 l'État libre d'Irlande. Certaines de celles qui ont soutenu le camp pro-traité ont changé le nom de leurs branches en Cumann na Saoirse, tandis que d'autres ont conservé leur nom mais ont fait allégeance au gouvernement de l'État libre.

## Après le traité
Le Cumann na mBan a continué d'exister après le Traité, formant, aux côtés du Sinn Féin, de l'Armée républicaine irlandaise, du Fianna Éireann et d'autres groupes, une partie du milieu républicain irlandais. En janvier 1923, le gouvernement de l'État libre d'Irlande interdit l'organisation et a ouvert la prison de Kilmainham tant que prison de détention pour les femmes suspectes.
Après la fin de la guerre civile, les effectifs du Cumann na mBan ont été affectés par les divisions du républicanisme irlandais, certaines de ces membres démissionnent pour rejoindre le Fianna Fáil, comme Constance Markievicz, le Clann na Poblachta, comme Sheila Humphreys (en), ou d'autres partis, comme le Parti travailliste ou le Parti communiste irlandais. Maire Comerford (en), membre depuis la fondation en 1914, a déclaré plus tard que le Cumann na mBan était devenu une organisation très affaiblie qui avait perdu de la vitesse depuis la fondation du Fianna Fáil en 1926.

## LesTroubles
Lors de la scission de 1969, le Cumann na mBan soutient l'IRA provisoire et le Provisional Sinn Féin. En Irlande du Nord, le Cumann na mBan est intégré à l'Armée républicaine irlandaise pendant le conflit, mais l'organisation continue d'avoir son existence propre. Une dizaine de militantes du Cumann na mBan sont tuées pendant les Troubles (1969-1998). Notamment Máire Drumm, vice-présidente du Sinn Féin et commandante du Cumann na mBan, qui est tuée dans son lit d'hôpital par des loyalistes en 1976.
En 1986, le Cumann na mBan s'oppose à la décision de l'IRA et du Sinn Féin d'abandonner la politique d'abstentionnisme, l'organisation s'aligne alors sur le Sinn Féin républicain (RSF) et la Continuity IRA (CIRA). Malgré le départ de nombreuses militantes d'Irlande du Nord vers l'IRA provisoire, le Cumann na mBan subsiste. En 1996, Josephine Hayden, la secrétaire générale du RSF et membre de Cumann na mBan, est condamnée à six ans de détention pour possession d'un fusil à canon scié et d'un revolver,.
Le Cumann na mBan est interdit au Royaume-Uni, considéré comme une organisation terroriste, en vertu du Terrorism Act 2000. Mais elle n'est pas répertoriée comme organisation terroriste étrangère par les États-Unis ou dans la liste des organisations considérées comme terroristes par le Conseil de l'Union européenne.

## Personnalités liées au mouvement
- Constance Markievicz, présidente (1916-1926)
- Jennie Wyse Power (en), présidente par intérim en 1926.
- Eithne Coyle (en) présidente (1926-1941)